# 本多俊民
本多 俊民（ほんだ としたみ、文政7年3月27日（1824年4月26日） - 明治20年（1887年）3月18日）は、幕末・明治の尾張藩士・歌人。通称は熊之進、忠左衛門、藤太。雅号は葵苑・風翁など、字は伯章（ただし、後に中国の慣例であるとしてこれを廃した）。
本多俊茂の子。10歳の頃より馬場守信・氷室長翁に和歌を、植松茂岳に国学を学ぶ。後に間島冬道・羽島春隆と深く結んだ。嘉永5年（1853年）に家督を継いで250石を与えられ、使番格書院番頭・旗奉行などを歴任、第1次長州征伐や戊辰戦争に参加、廃藩置県後は若宮八幡社祀官を務めた後に三河国碧海郡に帰農して和歌に勤しんだ。